# Goniothalamus gigantifolius
Goniothalamus gigantifolius är en kirimojaväxtart som beskrevs av Elmer Drew Merrill. Goniothalamus gigantifolius ingår i släktet Goniothalamus och familjen kirimojaväxter. Inga underarter finns listade i Catalogue of Life.